# Agglomération transfrontalière du pôle européen de développement
Ne doit pas être confondu avec Pôle Européen de Développement.
L’agglomération transfrontalière du pôle européen de développement est une agglomération urbaine transfrontalière de communes situées autour du tripoint Belgique-France-Luxembourg, dans la province de Luxembourg (Belgique), le département de Meurthe-et-Moselle (France) et le Canton d'Esch-sur-Alzette (Grand-Duché de Luxembourg).
Elle regroupe 25 communes de ces trois pays et forme un bassin de population de 149 610 habitants pour une superficie de 369,83 km².
Elle tient son nom de l'espace économique du Pôle Européen de Développement, créé un peu avant autour des communes d'Aubange (BE), Mont-Saint-Martin (FR) et Pétange (LU).

## Histoire
Avec le déclin de la sidérurgie dans toute la région, lors de la seconde moitié du XXe siècle, les différentes villes et communes ont dû trouver d'autres moyens d'assurer leur prospérité et surtout de se redynamiser d'un point de vue économique, social et démographique. Pour ce faire, plusieurs projets ont été menés à bien et notamment des projets transfrontaliers entre les différentes communes des trois pays. Parmi eux se trouve le Pôle Européen de Développement (P.E.D.) (qui a donné son nom à l'agglomération) qui vise à attirer de nouvelles entreprises dans la région afin de relancer l'économie. Cette structure résulte de la résolution commune du 29 octobre 1993 approuvée par les gouvernements des trois pays.
L'agglomération en elle-même fut officiellement validée le 1er février 1996.

## Composition
L'Agglomération transfrontalière du pôle européen de développement regroupe vingt-cinq communes dont quatre belges, dix-huit françaises et trois luxembourgeoises, pour une population totale de 148 301 habitants.
Les communes sont les suivantes :
- Belgique (4) : Aubange, Messancy, Musson, Saint-Léger.
- France (21) : toutes les communes de la Communauté d'agglomération de Longwy
- Grand-Duché de Luxembourg (3) : Differdange, Käerjeng et Pétange.

Les cinq plus importantes localités sont, en termes d'habitants :
- Differdange : 18 531
- Longwy : 14 437
- Pétange : 10 731
- Mont-Saint-Martin : 8 397
- Athus (Aubange) : 7 367

## Géographie

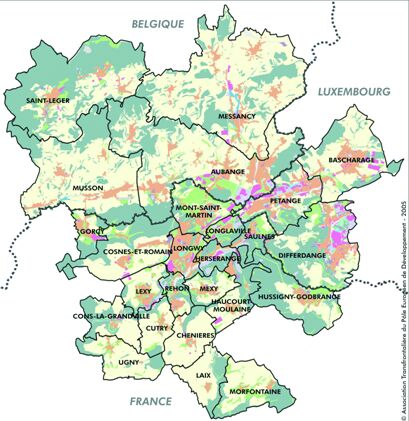
Carte de l'Agglomération

Véritablement située au cœur de la Grande Région et de l'Europe, l'agglomération est située autour des trois frontières entre la France, la Belgique et le Grand-Duché de Luxembourg, les trois villes principales étant Longwy, Athus et Pétange. Elle est bordée par la Chiers et quelques-uns de ses affluents mais aucun n'est navigable à cet endroit.

## Transports
L'agglomération se situe non loin des autoroutes E42 (Vers Metz (45 minutes) et Nancy (75 minutes)), E411 (vers Bruxelles (2 heures) et Liège (90 minutes)) et l'A4 (vers Luxembourg ville (25 minutes)). Elle est également située à une trentaine de kilomètres de l'aéroport international de Luxembourg-Findel ainsi qu'à une soixantaine de kilomètres de celui de Metz-Nancy-Lorraine.
Il existe également des lignes ferroviaires importantes, dont la ligne belge 165 « Athus-Meuse », ayant un important trafic de fret. Les gares de Longwy, Athus et Pétange relient toutes les grandes villes de la région. Le territoire comprend également le Terminal conteneurs d'Athus, très actif dans le transport de conteneurs, notamment vers les ports d'Anvers, Zeebruges et Rotterdam.

## Économie

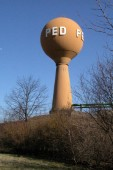
L'Agglomération tient son nom du Pôle européen de développement (PED), un territoire transfrontalier créé pour attirer les investisseurs dans la région et redynamiser l'économie.

Outre l'économie propre à chaque commune voire à chaque pays, l'agglomération s'est créée autour du Pôle Européen de Développement, un territoire transfrontalier où les communes ont établi ensemble des projets afin de redynamiser l'économie après la catastrophe sociale et économique de la crise de la sidérurgie dans le bassin lorrain, dans les années 1970-1980.
Outre les entreprises, le PED propose aussi une large gammes de commerces et de centres culturels divers (cinémas etc.), comme le gigantesque espace commercial du Pôle Europe, à Mont-Saint-Martin.